# Persone di nome Marisa
| Questa pagina contiene informazioni ricavate automaticamente dalle voci biografiche con l'ausilio del template Bio e di un bot. L'aggiornamento è periodico e automatico e ricostruisce completamente la pagina. Se manca una persona in questa lista, sei pregato di non aggiungerla, ma accertati piuttosto che la sua voce biografica contenga il template Bio e che i dati anagrafici siano correttamente compilati. Se il template Bio manca, inseriscilo tu stesso o, in alternativa, metti l'avviso {{tmp\|Bio}} che ne segnala la mancanza. Se i dati riportati sono sbagliati, correggi direttamente la voce biografica; le modifiche saranno visibili in questa lista entro pochi giorni. Per chiarimenti vedi il progetto antroponimi. La lista contiene solo le 69 persone che sono citate nell'enciclopedia e per le quali è stato implementato correttamente il template Bio. Pagina aggiornata al 6 mag 2025. |

Questa è una lista di persone presenti nell'enciclopedia che hanno il nome Marisa, suddivise per attività principale.

## Annunciatrici televisive(1)
- Marisa Borroni, annunciatrice televisiva, conduttrice televisiva e attrice italiana (Milano, n. 1929)

## Antifasciste(1)
- Marisa Diena, antifascista, insegnante e partigiana italiana (Torino, n. 1916 - † 2013)

## Attrici(17)
- Marisa Abela, attrice britannica (Brighton, n. 1996)
- Marisa Allasio, attrice italiana (Torino, n. 1936)
- Marisa Bartoli, attrice italiana (Pola, n. 1942 - Trieste, † 2024)
- Marisa Belli, attrice italiana (Roma, n. 1933 - Frosinone, † 2017)
- Marisa Coughlan, attrice statunitense (Minneapolis, n. 1974)
- Marisa Fabbri, attrice italiana (Firenze, n. 1927 - Roma, † 2003)
- Marisa Jara, attrice e modella spagnola (Siviglia, n. 1980)
- Marisa Laurito, attrice, cabarettista e conduttrice televisiva italiana (Napoli, n. 1951)
- Marisa Mantovani, attrice e commediografa italiana (Mirabello, n. 1928 - Roma, † 2011)
- Marisa Merlini, attrice italiana (Roma, n. 1923 - Roma, † 2008)
- Marisa Paredes, attrice spagnola (Madrid, n. 1946 - Madrid, † 2024)
- Marisa Porcel, attrice spagnola (Tarazona, n. 1943 - Madrid, † 2018)
- Marisa Ramirez, attrice e ex modella statunitense (Los Angeles, n. 1977)
- Marisa Solinas, attrice e cantante italiana (Genova, n. 1939 - Marino, † 2019)
- Marisa Tomei, attrice statunitense (New York, n. 1964)
- Marisa Traversi, attrice italiana (Milano, n. 1934 - Roma, † 2023)
- Marisa Vernati, attrice e cantante italiana (Roma, n. 1920 - Roma, † 1988)

## Attrici teatrali(1)
- Marisa Della Pasqua, attrice teatrale, doppiatrice e direttrice del doppiaggio italiana (Monza, n. 1969)

## Calciatrici(2)
- Marisa Gorno, ex calciatrice italiana (n. 1971)
- Marisa Olislagers, calciatrice olandese (Santpoort-Zuid, n. 2000)

## Cantanti(9)
- Marisa Brando, cantante italiana (Genova, n. 1936)
- Marisa Colomber, cantante e attrice italiana (Galliera, n. 1928 - Galliera, † 2013)
- Marisa Del Frate, cantante, attrice e showgirl italiana (Roma, n. 1931 - Roma, † 2015)
- Marisa Fiordaliso, cantante italiana (Modena, n. 1920 - Milano, † 1983)
- Marisa Interligi, cantante e attrice teatrale italiana (Vittoria, n. 1963)
- Mimicat, cantante portoghese (Coimbra, n. 1984)
- Mariza, cantante portoghese (Lourenço Marques, n. 1973)
- Marisa Monte, cantante, compositrice e produttrice discografica brasiliana (Rio de Janeiro, n. 1967)
- Marisa Sacchetto, cantante italiana (Piove di Sacco, n. 1952)

## Cantautrici(2)
- Marisa Sannia, cantautrice e attrice italiana (Iglesias, n. 1947 - Cagliari, † 2008)
- Marisa Terzi, cantautrice italiana (Berceto, n. 1939)

## Cestiste(8)
- Marisa Bovolato, cestista italiana (Venezia, n. 1926 - † 2023)
- Marisa Caciolli, ex cestista italiana (Scandicci, n. 1926)
- Marisa Comelli, ex cestista italiana (Udine, n. 1965)
- Marisa Cosío, ex cestista peruviana (Moquegua, n. 1959)
- Marisa Gentilin, cestista italiana (Vicenza, n. 1936 - Milano, † 2021)
- Marisa Geroni, cestista italiana (Gorizia, n. 1935 - Udine, † 2014)
- Marisa Grisotto, cestista italiana (Torino, n. 1938 - † 2013)
- Marisa Rowe, ex cestista australiana (Adelaide, n. 1963)

## Conduttrici televisive(1)
- Marisa Passera, conduttrice televisiva e conduttrice radiofonica italiana (Milano, n. 1973)

## First lady(1)
- Marisa Letícia, first lady brasiliana (São Bernardo do Campo, n. 1950 - San Paolo, † 2017)

## Giornaliste(1)
- Marisa Figurato, giornalista italiana (Napoli, n. 1952)

## Maratonete(1)
- Marisa Casanueva, maratoneta e mezzofondista spagnola (Manresa, n. 1981)

## Modelle(2)
- Marisa Jossa, modella italiana (Napoli, n. 1938 - Napoli, † 2023)
- Marisa Miller, supermodella statunitense (Santa Cruz, n. 1978)

## Pallavoliste(1)
- Marisa Field, pallavolista canadese (Comox, n. 1987)

## Partigiane(2)
- Marisa Musu, partigiana e giornalista italiana (Roma, n. 1925 - Roma, † 2002)
- Marisa Ombra, partigiana e scrittrice italiana (Asti, n. 1925 - Roma, † 2019)

## Pianiste(1)
- Marisa Borini, pianista e attrice italiana (Torino, n. 1930)

## Pittrici(1)
- Marisa Mori, pittrice italiana (Firenze, n. 1900 - Firenze, † 1985)

## Politiche(5)
- Marisa Abbondanzieri, politica italiana (Arcevia, n. 1956)
- Marisa Bedoni, politica e banchiera italiana (Milano, n. 1944)
- Marisa Galeazzi Saracinelli, politica italiana (Ancona, n. 1931 - Ancona, † 2014)
- Marisa Moltisanti, politica italiana (Ispica, n. 1939)
- Marisa Nicchi, politica e attivista italiana (Grosseto, n. 1954)

## Registe(1)
- Marisa Silver, regista e scrittrice statunitense (Shaker Heights, n. 1960)

## Schermitrici(1)
- Marisa Cerani, schermitrice italiana (n. 1908 - † 1997)

## Sciatrici alpine(1)
- Marisa Mion, ex sciatrice alpina italiana (n. 1945)

## Scrittrici(2)
- Marisa Madieri, scrittrice italiana (Fiume, n. 1938 - Trieste, † 1996)
- Marisa Rusconi, scrittrice e giornalista italiana (Milano, n. 1934 - Milano, † 1999)

## Showgirl(1)
- Marisa Maresca, showgirl e ballerina italiana (San Giovanni Rotondo, n. 1923 - Milano, † 1988)

## Sociologhe(1)
- Marisa Matias, sociologa e politica portoghese (Coimbra, n. 1976)

## Storiche dell'arte(2)
- Marisa Dalai Emiliani, storica dell'arte e critica d'arte italiana (Milano, n. 1934)
- Marisa Volpi, storica dell'arte, critica d'arte e scrittrice italiana (Macerata, n. 1928 - Roma, † 2015)

## Traduttrici(1)
- Marisa Bulgheroni, traduttrice e critica letteraria italiana (Como, n. 1925)

## Velociste(2)
- Marisa Lavanchy, ex velocista svizzera (Cully, n. 1990)
- Marisa Masullo, ex velocista italiana (Milano, n. 1959)